# Convoi HX 40
Le convoi HX 40 est un convoi passant dans l'Atlantique nord, pendant la Seconde Guerre mondiale. Il part de Halifax au Canada le 4 mai 1940 pour différents ports du Royaume-Uni et de la France. Il arrive à Liverpool le 19 mai 1940.

## Composition du convoi
Ce convoi est constitué de 28 cargos :
- Royaume-Uni : 19 cargos
- Grèce : 1 cargo
- Norvège : 5 cargos
- France : 2 cargos
- Panama : 1 cargo[N 1]

## L'escorte
Ce convoi est escorté en début de parcours par :
- les destroyers canadiens : NCSM Saguenay et NCSM Skeena
- Un croiseur auxiliaire britannique : HMS Esperance Bay

## Le voyage
Les destroyers canadiens quittent le convoi le 5 mai suivis par le croiseur le 11 mai. Le 16 mai, un destroyer HMS Enchantress et une corvette HMS Arabis (en) rejoignent le convoi.
Le 5 mai, le cargo britannique Graig s'échoue près de Egg Island en Nouvelle-Écosse(44° 37′ 56″ N, 63° 22′ 01″ O).
Le reste du convoi arrive sans problème.